# Mordellistena paraobscurosuturalis
Mordellistena paraobscurosuturalis es una especie de coleóptero de la familia Mordellidae.

## Distribución geográfica
Habita en (Mongolia).